# ایتسیار ایتونیو
ایتسیار ایتونیو مارتینس (اسپانیایی: Itziar Ituño Martínez‎؛ زادهٔ ۱۸ ژوئن ۱۹۷۴) بازیگر اهل اسپانیا است. او در «مدرسه تئاتر باسائوری» بازیگری خواند و همچنین در رشته جامعه‌شناسی شهری-صنعتی و سیاسی از دانشگاه باسک فارغ‌التحصیل شد.
از فیلم‌ها یا برنامه‌های تلویزیونی که وی در آن نقش داشته‌است، می‌توان به خانه کاغذی و کشتار توأمان: خاموشی شهر سپید اشاره کرد.